# Sân vận động Erdenet
Sân vận động Erdenet (tiếng Anh: Erdenet Stadium) là một sân vận động bóng đá tại Erdenet, Mông Cổ. Sân vận động có sức chứa 3.000 khán giả và có bề mặt thi đấu cỏ nhân tạo. Đây là sân nhà của câu lạc bộ Khangarid FC thuộc giải bóng đá ngoại hạng Mông Cổ.